# العلاقات الأذربيجانية البولندية
العلاقات الأذربيجانية البولندية هي العلاقات الثنائية التي تجمع بين أذربيجان وبولندا.

## مقارنة بين البلدين
هذه مقارنة عامة ومرجعية للدولتين:
| وجه المقارنة                                              | أذربيجان        | بولندا                                                                             |
| --------------------------------------------------------- | --------------- | ---------------------------------------------------------------------------------- |
| المساحة (كم2)                                             | 86.60 ألف       | 312.68 ألف                                                                         |
| عدد السكان (نسمة)                                         | 10.00 مليون     | 38.43 مليون                                                                        |
| الكثافة السكانية (ن./كم²)                                 | 115.47          | 122.91                                                                             |
| العاصمة                                                   | باكو            | وارسو                                                                              |
| اللغة الرسمية                                             | اللغة الأذرية   | اللغة البولندية                                                                    |
| العملة                                                    | مانات أذربيجاني | زلوتي بولندي                                                                       |
| الناتج المحلي الإجمالي (بليون دولار)                      | 40.75 مليار     | 524.51 مليار                                                                       |
| الناتج المحلي الإجمالي (تعادل القوة الشرائية) بليون دولار | 171.56 مليار    | 1.02 تريليون                                                                       |
| الناتج المحلي الإجمالي الاسمي للفرد دولار أمريكي          | 5.50 ألف        | 12.55 ألف                                                                          |
| الناتج المحلي الإجمالي للفرد دولار أمريكي                 | 17.52 ألف       | 26.14 ألف                                                                          |
| مؤشر التنمية البشرية                                      | 0.751           | 0.843                                                                              |
| رمز المكالمات الدولي                                      | +994            | +48                                                                                |
| رمز الإنترنت                                              | .az             | .pl                                                                                |
| المنطقة الزمنية                                           | ت ع م+04:00     | توقيت وسط أوروبا، ت ع م+01:00، ت ع م+02:00، أوروبا/وارسو ‏، توقيت وسط أوروبا الصيفي |

## منظمات دولية مشتركة
يشترك البلدان في عضوية مجموعة من المنظمات الدولية، منها:
| علم المنظمة | اسم المنظمة                        | تاريخ انضمام أذربيجان | تاريخ انضمام بولندا |
| ----------- | ---------------------------------- | --------------------- | ------------------- |
|             | الاتحاد البريدي العالمي            | ?                     | 1 مايو 1919         |
|             | يونسكو                             | 3 يونيو 1992          | 6 نوفمبر 1946       |
|             | البنك الدولي للإنشاء والتعمير      | 18 سبتمبر 1992        | 27 يونيو 1986       |
|             | وكالة ضمان الاستثمار متعدد الأطراف | 23 سبتمبر 1992        | 29 يونيو 1990       |
|             | الاتحاد الدولي للاتصالات           | 10 أبريل 1992         | 1921                |
|             | منظمة الشرطة الجنائية الدولية      | ?                     | ?                   |
|             | مؤسسة التنمية الدولية              | 31 مارس 1995          | 28 أكتوبر 1960      |
|             | مؤسسة التمويل الدولية              | 11 أكتوبر 1995        | 29 ديسمبر 1987      |
|             | الأمم المتحدة                      | 2 مارس 1992           | 24 أكتوبر 1945      |
|             | منظمة الأمن والتعاون في أوروبا     | 30 يناير 1992         | 25 يونيو 1973       |
|             | مجلس أوروبا                        | 25 فبراير 2001        | 26 نوفمبر 1991      |
|             | منظمة حظر الأسلحة الكيميائية       | ?                     | ?                   |

## أعلام
هذه قائمة لبعض الشخصيات التي تربطها علاقات بالبلدين:
- سليمان بي سلكفيج (20 يوليو 1865 – 15 يوليو 1920)

## وصلات خارجية
- موقع وزارة الخارجية الأذربيجانية
- موقع وزارة الخارجية البولندية